# Eurysternus velutinus
Eurysternus velutinus là một loài bọ cánh cứng trong họ Bọ hung (Scarabaeidae).